# Direito da informação
O Direito da Informação engloba os conceitos, noções jurídicas e a legislação que se aplica aos conteúdos, veiculação, geração e consumo de informação. Dentro da Ciência da Informação, trata-se de uma disciplina. Portanto, não deve ser confundida com o Direito à Informação, embora esse Direito também seja objeto de estudo da referida disciplina, assim como os Direitos Humanos, entre outros.
O Direito da Informação, enquanto disciplina, deve abordar, sobretudo, questões éticas na direção de uma Ética da Informação - da qual tem se ocupado o campo da Ciência da Informação e pesquisadores como o professor Rafael Capurro. Segundo Reichmann o direito da informação é para todos os efeitos uma matéria transversal, independentemente dos campos jurídicos em particular que venham a ser contemplados”.
No mundo contemporâneo, onde as culturas encontram-se potencialmente mais imbricadas por meio das tecnologias de informação e comunicação, as atenções se voltam especialmente à consolidação de um direito universal capaz de ignorar os limites geográficos e atender as demandas de uma evolução cultural denominada cibercultura
O pesquisador Ronaldo Lemos (2005) observa que, com a incorporação social da Internet e das tecnologias digitais as normas jurídicas vigentes, passam a ser vistas como "ideais", em oposição à "desordem real" decorrente dos conflitos de interesse dentro das instituições .

## Direito à informação
Segundo o artigo 5º, incisos XIV, XXXIII e XXXIV “b” da Constituição Brasileira: "é assegurado a todos o acesso à informação e resguardado o sigilo da fonte, quando necessário ao exercício profissional; todos têm direito a receber dos órgãos públicos informações de seu interesse particular, ou de interesse coletivo ou geral, que serão prestadas no prazo da lei, sob pena de responsabilidade, ressalvadas aquelas cujo sigilo seja imprescindível à segurança da sociedade e do Estado; são a todos assegurados, independentemente do pagamento de taxas: a obtenção de certidões em repartições públicas, para defesa de direitos e esclarecimento de situações de interesse pessoal".
Também chamado de Direito à Informação ou Direito de Acesso às Informações Públicas, de dados que vão desde planos de guerra, passando por relatórios sobre prisões políticas e contatos com extraterrestres, tem no ex-presidente estadunidense Jimmy Carter um defensor em nível mundial.
Desde a Segunda Guerra Mundial, a informação – e o poder derivado da informação - não está mais concentrada exclusivamente nas mãos dos governos, mas também nas das corporações multinacionais, especialmente com o advento da Internet.
No auge da Era da Informação, dentro do contexto de mundo globalizado e de governos, empresas e pessoas têm um site ou blog onde prestam informações próprias e alheias. Não seria apropriado cercear os agentes que interagem em um ambiente de negócios do Direito à Informação, seja pública ou privada.
O exercício do Direito à Informação deve ser realizado exclusivamente por meio de pesquisa de fontes abertas (open source) de informação de domínio público (public domain information), para não configurar violação de sigilo ou invasão de privacidade.
Dados de domínio estritamente privados e documentos sob segredo de justiça e de sigilo telefônico, fiscal e bancário - ou mesmo fichas médicas - devem ser preservados em favor do consagrado Direito à Privacidade.
Na prática, o Direito à Informação é poder consultar facilmente dados cadastrais de empresas, sócios ou colaboradores para verificar e confirmar antecedentes criminais e profissionais (background checks) pela Internet.